# Leaders of the Free World
Leaders of the Free World è il terzo album del gruppo rock inglese degli Elbow pubblicato nel 2005.

## Tracce
1. Station Approach – 4:22
2. Picky Bugger – 3:04
3. Forget Myself – 5:22
4. The Stops – 5:03
5. Leaders Of The Free World – 6:11
6. An Imagined Affair – 4:43
7. Mexican Standoff – 4:00
8. The Everthere – 4:15
9. My Very Best – 5:36
10. Great Expectations – 5:05
11. Puncture Repair – 1:48